# Wladimiro Boccali
Wladimiro Boccali (Perugia, 7 giugno 1970) è un politico italiano, sindaco di Perugia dal 2009 al 2014.

## Biografia
Nel 1990 viene eletto consigliere comunale e diventa anche presidente della Consulta Comunale per l'Immigrazione. Nel 1996 diventa presidente dell'ARCI Perugia e membro della direzione nazionale dell'Associazione Ricreativa e Culturale Italiana fino al 1999. Anno in cui si candida alle elezioni comunali e diventa consigliere.
Fino al 2004 ricopre il ruolo di assessore alle politiche di coesione sociale per poi ricevere la delega di assessore all'urbanistica e all'edilizia privata sino all'anno 2009.
Vince le elezioni comunali del 2009 con 51.114 voti (52,93%) e diventa sindaco di Perugia.
Nel 2010 viene nominato presidente dell'ANCI Umbria e poi anche presidente della Commissione Trasporti e Mobilità dell'Associazione Nazionale Comuni Italiani. Nel 2012 lascia l'incarico e riceve la delega alla Commissione Protezione Civile dell'ANCI.
Durante il suo mandato da primo cittadino sostiene la candidatura congiunta di Perugia e Assisi a Capitale europea della cultura 2019.
Nel 2014 si ricandida in vista delle elezioni amministrative ma viene sconfitto al ballottaggio dell'8 giugno dal candidato di centro-destra Andrea Romizi.
Nel 2015 è stato nominato Presidente di Perseo Sirio (Fondo di previdenza complementare dei lavoratori della Pubblica Amministrazione e della Sanità).